# Brian Gregg
Brian Gregg (* 27. Juni 1984 in Denver) ist ein US-amerikanischer Skilangläufer.

## Werdegang
Gregg nimmt seit 2005 vorwiegend am Nor-Am Cup und der US Super Tour teil. Dabei erreichte er bisher 31 Podestplatzierungen, darunter neun Siege.(Stand:Saisonende 2017/18). In der Saison 2010/11, 2011/12, 2013/14 und 2016/17 belegte er jeweils den dritten und in der Saison 2009/10 den zweiten Rang in der Gesamtwertung der US Super Tour. In der Saison 2017/18 errang er den vierten Platz in der Gesamtwertung des Nor-Am-Cups. Sein erstes Weltcuprennen lief er im Januar 2008 in Canmore, welches er mit dem 60. Rang im Sprint beendete. Beim Weltcupfinale 2010 in Falun errang er den 41. Platz. Dabei erreichte er mit dem 32. Platz im Verfolgungsrennen seine bisher beste Platzierung im Weltcup. Bei den Olympischen Winterspielen 2014 in Sotschi war der 46. Platz im 30-km-Skiathlon seine beste Platzierung.

## Siege bei Continental-Cup-Rennen
| Nr. | Datum                 | Ort              | Disziplin                 | Serie         |
| --- | --------------------- | ---------------- | ------------------------- | ------------- |
| 1.  | 23. Januar 2010       | Minneapolis      | 15 km klassisch Mst.      | US Super Tour |
| 2.  | 31. Januar 2010       | Telemark         | 15 km Freistil Mst.       | US Super Tour |
| 3.  | 10. Februar 2013      | Aspen            | 21 km Freistil Mst.       | US Super Tour |
| 4.  | 7. Dezember 2013      | Vernon           | 15 km Freistil            | Nor-Am-Cup    |
| 5.  | 28. November 2015     | West Yellowstone | 15 km Freistil            | US Super Tour |
| 6.  | 3. Dezember 2017      | West Yellowstone | 15 km klassisch Mst.      | US Super Tour |
| 7.  | 15. Dezember 2017     | Rossland         | 10 km klassisch           | Nor-Am-Cup    |
| 8.  | 17. Dezember 2017     | Rossland         | 15 km Freistil Verfolgung | Nor-Am-Cup    |
| 9.  | 15.–17. Dezember 2017 | Rossland         | Gesamtwertung Minitour    | Nor-Am-Cup    |